# Wikicalc
Wikicalc, formellt WikiCalc, är en webbaserad kalkyltjänst som låter användarna redigera tabellerna med hjälp av wikiteknik. Programmet har skapats av Dan Bricklin, även känd för programmet Visicalc. Alphaversionen av Wikicalc släpptes i november 2005. Version 1.0 släpptes i januari 2007. Programmet är publicerat under GNU-licensen.